# Павловка (Петровский сельсовет)
Павловка — упразднённая деревня в Измалковском районе Липецкой области России. На момент упразднения входила в состав Петровского сельсовета. Исключена из учётных данных в 2001 г.

## География
Располагалась на левом берегу ручья Усерт (приток реки Ясенок), на расстоянии примерно (по прямой) в 6 км к юго-востоку от села Ясенок, центра сельского поселения.

## История
Село упразднено постановлением главы администрации Липецкой области от 09 июля 2001 года № 110.